# Дългоделска Огоста
Дългиделска Огоста е река в Северозападна България, област Монтана — община Георги Дамяново, десен приток на река Огоста. Дължината ѝ е 29 км.
Дългоделска Огоста извира на северозапад от връх Камара в Берковска планина на 1790 м н.в. До село Говежда тече на север в дълбока и залесена долина. След това завива на североизток, приема отляво най-големия си приток Копиловска река (Копиловска Огоста), а след село Меляне долината ѝ се разширява. Приема отляво притока си Помеждинска река и се влива отдясно в река Огоста на 211 м н.в. в близост до село Гаврил Геново.
Площта на водосборния басейн на реката е 249 км2, което представлява 7,9% от водосборния басейн на река Огоста. Средният многогодишен отток при село Говежда е 2,00 m3/s, като максимумът е през април, а минимумът през август.
Списък на притоците на Дългоделска Огоста: → ляв приток ← десен приток:
- → Крива река
- ← Деленичка река
- → Къса река
- ← Черна река
- → Слатинска река
- ← Проданча
- → Копиловска река (Копиловска Огоста)
- → Помеждинска река

Водите на реката се използват основно за напояване и за водобснабдяване на селата Дълги дел и Говежда.
По течението ѝ са разположени пет села: Дълги дел, Говежда, Меляне, Георги Дамяново и Гаврил Геново.
На около 800 м нагоре по реката от село Георги Дамяново, в красиво долинно разширение в близост до устието на Помеждинска река е разположен Лопушанския манастир.
- В района на село Дълги дел
- В село Гаврил Геново

## Топографска карта
- Лист от карта K-34-22. Мащаб: 1 : 100 000.
- Лист от карта K-34-23. Мащаб: 1 : 100 000.
- Лист от карта K-34-34. Мащаб: 1 : 100 000.